# Lagarto-da-ilha-de-ratas
O lagarto-da-ilha-de-ratas (Podarcis lilfordi rodriquezi) é uma subespécie de lagarto, já extinta. O seu nome deriva da ilhota homónima situada perto de Maó, na Minorca. Esta ilhota era o único local onde podia ser encontrada, tendo a subspécie desaparecido na altura da reformulação do porto da cidade, em meados do século XX
Quatro espécimenes deste réptil podem ser encontrados em diversos museus.